# Чавайн, Галина Сергеевна
Гали́на Серге́евна Чава́йн (20 февраля 1925, Малый Карамас, Моркинский кантон, Марийская автономная область, СССР — 25 октября 1985, Йошкар-Ола, Марийская АССР, СССР) — марийский советский телережиссёр, театральная актриса. Режиссёр, главный режиссёр Марийского телевидения (1960—1985). Заслуженный работник культуры РСФСР (1979) и Марийской АССР (1975). Дочь основоположника марийской художественной литературы Сергея Чавайна.

## Биография
Родилась 20 февраля 1925 года в д. Малый Карамас ныне Моркинского района Марий Эл в семье основоположника марийской художественной литературы С. Г. Чавайна. В 1944 году окончила Моркинскую среднюю школу, в 1947 году — театральную студию при Маргостеатре.
До 1960 года была артисткой Маргостеатра, Марийского колхозного театра. В 1960—1985 годах на Марийском телевидении: ассистент режиссёра, режиссёр, главный режиссёр. Была автором множества киноочерков и телеспектаклей. Здесь занималась и общественной деятельностью: председатель профкома Марийского телевидения.
В 1979 году издала фотоальбом своего отца, писателя С. Г. Чавайна.
В 1975 году стала заслуженным работником культуры Марийской АССР, в 1979 году — заслуженным работником культуры РСФСР. В 1970 году награждена Почётной грамотой Президиума Верховного Совета Марийской АССР.
Скончалась 25 октября 1985 года в Йошкар-Оле.

## Звания и награды
- Заслуженный работник культуры РСФСР (1979)[1][2]
- Заслуженный работник культуры Марийской АССР (1975)[1][2]
- Почётная грамота Президиума Верховного Совета Марийской АССР (1970)[1][2]